# O'Love Jacobsen
Tauveve O'Love Jacobsen és una política i diplomàtica de Niue. Va exercir com Alta Comissionada de Niue a Nova Zelanda del 2011 al 2017. El seu predecessor va ser Sisilia Talagi, la primera dona diplomàtica i alta comissionada de Niue. Anteriorment havia estat membre de l'Assemblea de Niue (el parlament nacional) i ministra al govern de Toke Talagi. També, havia estat una figura destacada de l'oposició parlamentària informal al govern de Young Vivian, durant molt de temps. Va ser, del 2008 al 2011, ministra de Salut, ministra d'Obres Públiques, ministra d'Afers de la Dona i ministra responsable de la Niue Power Corporation. Anteriorment havia estat ministra d'Educació, Salut, Medi Ambient, Formació i Desenvolupament. A més, Jacobsen és membre de l'Associació Parlamentària de la Commonwealth, i Patrona de l'Associació de Voleibol de Niue.
Jacobsen va ser elegida per primer cop a l'Assemblea de Niue en les eleccions parcials el 1989. Va ser reelegida a les eleccions de 1990.
Després de les eleccions generals de 1999, va ser candidata al càrrec de primer ministre (cap de govern), càrrec que és seleccionat per l'Assemblea de Niue. Va perdre davant de Sani Lakatani, del Partit Popular de Niue, per sis vots contra catorze.
Després de les eleccions generals de 2005, Jacobsen va ser l'única oponent de Young Vivian que lluitava per la posició de primer ministre. Va ser derrotada per tres vots contra disset. Vivian li va donar les gràcies per competir contra ell:
"Que la selecció hagi estat disputada, gràcies a l'Ekepule [membre de l'Assemblea] O'love Jacobsen, confirma la nostra determinació sota el sistema de govern de Westminster d'adherir i mantenir un dels principis fonamentals de la democràcia".
El febrer de 2008, Jacobsen va afirmar que uns propietaris de terrenys havien estat intimidats perquè autoritzessin la construcció d'un hotel i un camp de golf als seus terrenys, un projecte recolzat pel govern i finançat per inversors xinesos. El primer ministre Young Vivian va rebutjar l'acusació.
En el període previ a les eleccions generals de 2008, en què va retenir el seu escó a l'Assemblea (com a representant de la llista comuna, Jacobsen va criticar el fet que diversos membres de l'Assemblea fossin reelegits sense oposició. Va acusar Vivian de dissuadir a la gent de participar en les eleccions com a candidats de l'oposició, i va argumentar que una democràcia requereix que els votants puguin triar entre diversos candidats a cada circumscripció.
"Si es manté el principi de la democràcia, llavors és molt important que la gent hagi d'anar a votar i no tenir-los sense oposició i que els representants siguin degudament elegits".
Vivian va rebutjar les crítiques de Jacobsen i va contraargumentar que els candidats eren escollits dins dels pobles, de manera tradicional. Amb aquesta pràctica, va dir, "no hi ha conflicte, hi ha pau i unió".
Després de les eleccions, Jacobsen va donar suport a la candidatura de Toke Talagi al primer ministre, contra Vivian, i va ser nomenada membre del petit gabinet de Talagi.
El març de 2011, va dimitir del govern i de l'Assemblea per ser nomenada Alta Comissionada de Niue a Nova Zelanda. Va exercir en aquest càrrec fins a principis de 2017, després es va presentar a les eleccions generals de Niuean al maig, i va anunciar la seva intenció de liderar el govern com a primera ministra. Va ser escollida per a l'Assemblea, encapçalant l'enquesta a les eleccions de registre comú, però va perdre el vot per a primer ministre davant de Talagi per 15 vots contra 5.
Jacobsen va ser reelegida en les eleccions de 2020, i una vegada més es va presentar sense èxit a primera ministra, sent derrotada aquest cop per 13 vots a 7 en favor de Dalton Tagelagi. Va ser reelegida de nou a les eleccions del 2023.